# 25368 Gailcolwell
25368 Gailcolwell este un asteroid din centura principală de asteroizi.

## Descriere
25368 Gailcolwell este un asteroid din centura principală de asteroizi. A fost descoperit pe 2 octombrie 1999 la Socorro, New Mexico, în cadrul proiectului LINEAR. Asteroidul prezintă o orbită caracterizată de o semiaxă mare de 2,39 ua, o excentricitate de 0,07 și o înclinație de 6,5° în raport cu ecliptica.